# فليجلوسيريز ألفا
فليجلوسيريز ألفا (بالإنجليزية: Velaglucerase alfa)‏ هو دواء يُستعمل في علاج:
- داء غوشيه[5]